# Theodor Grüneberg
Theodor Waldemar Paul Grüneberg (* 5. März 1901 in Halle (Saale); † 1. Dezember 1979 in Saarbrücken) war ein deutscher Dermatologe. Grüneberg war von 1949 bis 1967 Direktor der Hautklinik des halleschen Universitätsklinikums und Professor an der Martin-Luther-Universität Halle-Wittenberg. Er war seit 1957 Mitglied der Leopoldina.

## Leben
Grüneberg wurde als Sohn eines Mediziners geboren. Er besuchte das Stadtgymnasium in Halle, das er 1920 mit dem Abitur verließ. Im gleichen Jahr begann er ein Medizinstudium an der Universität Marburg, der Universität München und an der Universität Halle. Noch 1920 schloss er sich in Marburg und später in Halle dem Freikorps an und war von 1921 bis 1922 dritter Vorsitzender des Deutschen Hochschulrings in Halle. Seit dem Studium gehörte er außerdem der Burschenschaft Germania Halle an. Nach Beendigung seines Studiums 1925 erhielt er ein Jahr später seine Approbation. Er promovierte im Oktober 1926 an der Medizinischen Fakultät der halleschen Universität mit der Dissertation Über die Eignung hochprozentig jodierter Öle (40% Jodipin) zur therapeutischen und diagnostischen Verwendung zum Doktor der Medizin. Die Arbeit wurde bereits 1925 im Darmstädter G. Otto-Verlag veröffentlicht.
Grüneberg übernahm 1926 eine Assistentenstelle an der Universitätshautklinik München und ab April 1927 an der Universitätshautklinik Halle. 1930 wurde er dort zum Oberarzt ernannt. Er habilitierte sich im November 1932 an der Universität Halle für Haut- und Geschlechtskrankheiten mit der Habilitationsschrift Mikroanalytische Untersuchungen über den Schwefelgehalt normaler und krankhaft veränderter Haut unter besonderen Berücksichtigung der Psoriasis. Das Werk erschien 1933 in der Fachzeitschrift Archiv für Dermatologie und Syphilis.
Nach der Machtübernahme der Nationalsozialisten trat Grüneberg zum 1. Mai 1933 in die NSDAP (Mitgliedsnummer 2.784.138) und im November 1933 in die SA ein. Er war außerdem Mitglied im Nationalsozialistischen Deutschen Dozentenbund, im Nationalsozialistischen Deutschen Ärztebund, in der Nationalsozialistischen Volkswohlfahrt und im Nationalsozialistischen Altherrenbund. Da Grüneberg einen jüdischen Großvater hatte und sein Vater unehelich geboren wurde, erhielt er, trotz der Fürsprache zahlreicher Kollegen und der Dozentenschaft, keine Professur. 1939 musste er die Universität und die Klinik verlassen, auch sämtliche Mitgliedschaften in den nationalsozialistischen Organisationen wurden für ungültig erklärt. Eine geplante Übernahme der väterlichen Praxis wurde von den halleschen Behörden verweigert, also eröffnete Grüneberg 1939 eine eigene Praxis als Arzt für Haut- und Geschlechtskrankheiten in Berlin. Mit Unterstützung des HNO-Arztes Adolf Eckert-Möbius erhielt Grüneberg trotzdem eine Dozentenstelle neuer Ordnung und wurde 1940 der Medizinischen Fakultät der Universität Berlin zugewiesen, wo er 1942 zum außerplanmäßigen Professor ernannt wurde.
Kurz nach Ende des Zweiten Weltkrieges war Grüneberg ab September 1945 im Auftrag der Roten Armee als Seuchenkommissar im Kreis Prenzlau tätig. Noch im gleichen Monat bat er um eine Wiedereinstellung an der Medizinischen Fakultät der Universität Halle, was aber auf Grund seiner zahlreichen Mitgliedschaften in diversen nationalsozialistischen Organisationen zunächst abgelehnt wurde. Von 1946 bis 1949 war er daher niedergelassener Facharzt in Halle und zugleich Mitarbeiter des Gesundheitsamtes der Stadt. 1948 wurde er entnazifiziert und 1949 zum Direktor der Universitätshautklinik ernannt. Gleichzeitig erhielt er eine Professur mit Lehrauftrag an der Universität Halle, an der er mehrmals das Amt des Dekans der Medizinischen Fakultät übernahm. Unter seiner Leitung wurde die im Zentrum der Stadt gelegene Hautklinik, durch Um- und Ausbaumaßnahmen, eine Einrichtung, die ausschließlich der Forschung und Lehre diente. 1956 konnte ein neuer Hörsaal eröffnet werden. 1957 wurde Grüneberg als Mitglied in die Deutsche Akademie der Naturforscher Leopoldina aufgenommen. 1966 wurde er emeritiert und trat 1967 als Direktor der Universitätshautklinik in den Ruhestand. Er siedelte 1970 zu seiner Tochter nach Saarbrücken über.
Theodor Grüneberg starb am 1. Dezember 1979, im Alter von 78 Jahren, in Saarbrücken.

## Veröffentlichungen (Auswahl)
- Über die Eignung hochprozentig jodierter Öle (40 % Jodipin) zur therapeutischen und diagnostischen Verwendung. (Dissertationsschrift), G. Otto, Darmstadt 1925.
- Mikroanalytische Untersuchungen über den Schwefelgehalt normaler und krankhaft veränderter Haut unter besonderen Berücksichtigung der Psoriasis. (Habilitationsschrift), Springer, Berlin 1933.
- Diagnostisch-therapeutisches Vademecum für Studierende und Ärzte. Barth, Leipzig 1963.
- August Hermann Francke und das Universitätsklinikum im Halle. Die Festrede wurde am 5. Juni 1967 beim Festakt anlässlich der 250-Jahr-Feier des 1967 beim Festakt anlässlich der 250-Jahr-Feier des halleschen Universitätsklinikums gehalten. Martin-Luther-Universität, Halle 1967.
- Handbuch der Haut- und Geschlechtskrankheiten. 3. Band, 2. Teil: Nicht entzündliche Dermatosen. Springer, Berlin 1969.